# Aleuroclava bilineata
Aleuroclava bilineata là một loài côn trùng cánh nửa trong họ Aleyrodidae, phân họ Aleyrodinae.
Aleuroclava bilineata được Sundararaj & David miêu tả khoa học đầu tiên năm 1993.